# The Glitch Mob
The Glitch Mob je dvoučlenná americká hudební skupina z kalifornského Los Angeles, která hraje elektronickou hudbu. Aktuálně sestává ze dvou členů: edIT (Edward Ma) a Ooah (Josh Mayer).

## Historie
Kapela vznikla v roce 2006, původně jako čtyřčlenný útvar čítající kromě současné sestavy i Matthewa Kratze, známého pod jeho uměleckým jménem Kraddy, a Justina Boreta. Tito zakládající členové se dali dohromady poté, co se potkali na různých hudebních akcích a zjistili, že jejich styl hudby je podobný. Začali tedy vystupovat spolu jako "tag team" pod názvem The Glitch Mob. Často byli spojováni se jmény jako Daedelus, Flying Lotus nebo Samiyam. Po dvou letech hraní začali nahrávat různé remixy. V roce 2009 kapelu opustil Kraddy, jeden ze zakládajících členů. Rok na to (2010) vydala kapela své první studiové album Drink The Sea. Po čtyřech letech (2014) vydala své druhé album, Love Death Immortality. Typické pro jejich vystoupení je časté užívání laptopů a také MIDI kontrolerů.

## Styl
Hudební styl The Glitch Mob se postupně měnil. V raných začátcích své existence používali zvukové efekty s cílem napodobit zvuk, který vydávají stroje nebo počítače když u nich nastane nějaký technický problém – anglicky se tomuto jevu říká "glitch". V době vydání svého prvního alba od používání těchto efektů upustili, a začali se ubírat jinými hudebními směry, např. House nebo Trance. Ve svých skladbách často používají vokály od různých zpěváků a zpěvaček. Jejich první album bylo přirovnáváno k albu Planisphere od francouzského elektronického dua Justice. Jejich nové album je rychlejší a agresivnější a více se blíží klasickému trendu EDM. Mezi typické znaky charakterizující The Glitch Mob patří takzvaný "D.I.Y" přístup – z anglického "Do It Yourself", tedy "Udělej Si Sám" – svou hudbu vydávají sami skrz jimi vlastněné a provozované hudební vydavatelství Glass Air Records.

## Vlivy
Jelikož The Glitch Mob hrají elektronickou hudbu, byli ovlivnění různými experimentálními elektronickými žánry. Mezi další hudební směry, které měly vliv na jejich hudbu, patří hip-hop nebo rock. Sama kapela však nezapadá do žádného konkrétního stylu a časem si vytvořila vlastní futuristický taneční zvuk. Z řad umělců, kteří měli na jejich hudbu vliv, jsou uváděni například Pharell Williams nebo Roots Manuva. Sami členové kapely v rozhovoru pro rádio WXJM uvedli, že nejdůležitějším vlivem jsou pro ně sami fanoušci, kterými se často nechají inspirovat.

## Vztah s fanoušky
Kapela má se svými příznivci velice dobrý vztah. Kromě toho, že fanoušky uvádí jako svoji hlavní motivaci a inspiraci, snaží se jejich podporu odměnit také jinak než pouze pomocí hudby. The Glitch Mob si během svého působení vytvořili četnou online komunitu, zejména na Facebooku a Twitteru. Kapela skrz tato internetová média sděluje svým posluchačům různé informace a dělí se o své názory. Často také svým fanouškům odepisují na různé zprávy a dotazy, a celkově se s nimi snaží co nejvíce komunikovat, což je pro kapelu s tak četnou fanouškovskou základnou nezvyklé.

## Živá vystoupení
The Glitch Mob jsou známí pro svá kvalitní a intenzivní živá vystoupení. Jejich koncerty jsou často doprovázeny světelnými efekty a laserovou show. Na svých turné navštívili kluby a festivaly v USA, Kanadě, Evropě a Austrálii. Nejčastěji hrají ve své rodné zemi a do zahraničí vyráží hlavně v období turné. Od roku 2012 do roku 2014 přestali vystupovat, aby se soustředili na práci na albu Love Death Immortality. Mezi země, které navštívili na evropském turné, patří mimo jiné i Velká Británie, Francie, Nizozemsko, Polsko, Německo, Rakousko a Česká republika.

## Diskografie

### Alba
- Drink the Sea (2010)
- Love Death Immortality (2014)
- Love Death Immortality Remixes (2015)
- Piece of the Indestructible (2015)

### EP
- We Can Make the World Stop (2011)

### Singly
- "Episode 8 (feat. D-Styles)" (2009)
- "Black Aura (feat. Theophilus London)" (2009)
- "Beyond Monday" (2010)
- "Warrior Concerto" (2011)
- "We Can Make the World Stop" (2011)
- "Can't Kill Us" (2013)

### Mixtape
- Crush Mode (2008)
- Local Area Network (2009)
- Drink the Sea Part II: The Mixtape (2010)
- More Voltage (2011)
- Drink the Sea: The Remixes Vol. 1 & Vol. 2 (2012)

### Remixy
- Matty G – "West Coast Rocks (The Glitch Mob Remix)" (2008)
- Evil Nine – "All the Cash (The Glitch Mob Remix)" (2008)
- Coheed and Cambria – "Feathers (The Glitch Mob Remix)" (2008)
- STS9 – "Beyond Right Now (The Glitch Mob Remix)" (2008)
- TV on the Radio – "Red Dress (The Glitch Mob Remix)" (2009)
- Nalepa – "Monday (The Glitch Mob Remix)" (2009)
- Linkin Park – "Waiting for the End (The Glitch Mob Remix)" (2010)
- Krazy Baldhead – "The 4th Movement (The Glitch Mob Remix)" (2010)
- Daft Punk – "Derezzed (The Glitch Mob Remix)" (2011)
- The White Stripes – "Seven Nation Army (The Glitch Mob Remix)" (2011)
- Bassnectar – "Heads Up (The Glitch Mob Remix)" (2012)
- The Prodigy – "Breathe (The Glitch Mob Remix)" (2012)